# O Princípio da Incerteza
O princípio da Incerteza é uma trilogia de romances de Agustina Bessa-Luís. Os três livros são: Jóia de família (2001), A alma dos ricos (2002) e Os espaços em branco (2003).

## Adaptações cinematográficas
Os dois primeiros livros foram adaptados ao cinema por Manoel de Oliveira com os títulos O princípio da Incerteza (2002) e Espelho mágico (2005) respectivamente.

## Prémios
- Jóia de família ganhou o "Grande Prémio de Romance e Novela" da Associação Portuguesa de Escritores